# دیوان عالی کشور
دیوان عالی کشور، عالی‌ترین مرجع قضایی در ایران است که به‌منظور نظارت بر اجرای صحیح قوانین در محاکم و ایجاد وحدت رویه قضایی و انجام مسئولیت‌هایی که طبق قانون به آن محول می‌شود براساس ضوابطی که رئیس قوه قضاییه تعیین می‌کند، تشکیل شده‌است.
رسیدگی در دیوانعالی کشور شکلی است و این مرجع به ماهیت موضوعات قضایی رسیدگی نمی کند .
این دیوان از برجسته‌ترین قضات کشور تشکیل شده‌ است که در روند تعیین رئیس قوه قضائیه نیز اثر گذار هستند .
همچنین رسیدگی به تخلفات رئیس‌جمهور از وظایف قانونی این دیوان است .
هیئت عمومی این دیوان حق صدور رأی وحدت رویه را دارد که از ارزشی برابر با قوانین برخوردار است و برای کلیه شعب دیوانعالی کشور و مراجع قضایی دیگر الزام آور است در حالی که رأی  شعبه دیوانعالی کشور برای هیچ مرجعی الزام آور نیست و دادگاه ها در صدور رأی خود کاملاً مستقل هستند . ( رأی وحدت رویه در حکم قانون است و تا زمانی که قانونی بر خلاف آن تصویب نشود ، برای همگان لازم الاجرا خواهد بود اما رأی شعبه دیوان این طور نیست ).
شعب این دیوان نیز حق رسیدگی به شکایات از آرای صادره، توسط دادگاه‌های با رتبه پایین‌تر را دارند اما رسیدگی این دیوان به پرونده‌ها به صورت شکلی است و طرفین دعاوی در دادگاه حاضر نمی‌شوند مگر آن‌که دیوان برای ادای توضیحات اقدام به احضار آن‌ها کند. رأی شعب این دیوان نیز به شکل نقض یا ابرام رأی دادگاه تالی است و ممکن است رأی دادگاه تالی را دارای نقص بداند و پرونده را برای رفع نقص تحقیقاتی و رسیدگی مجدد به دادگاه تالی ارسال کند که در این صورت دادگاه تالی حق دارد بر مفاد رأی سابق  خود اصرار کند یا از نظر دیوان تبعیت نماید ( ماده ۴۷۰ قانون آیین دادرسی کیفری مصوب ۱۳۹۲ ) 
در اصل ۱۶۱ قانون اساسی جمهوری اسلامی ایران در مورد «دیوان عالی» آمده‌ است :
«دیوان عالی کشور به منظور نظارت بر اجرای صحیح قوانین در محاکم و ایجاد وحدت رویه قضائی و انجام مسئولیت‌هایی که طبق قانون به آن محول می‌شود بر اساس ضوابطی که رئیس قوه قضائیه تعیین می‌کند تشکیل می‌گردد.»

## تاریخچه دیوان عالی کشور
پیش از سال ۱۳۱۶، این نهاد دیوان عالی تمیز نامیده می‌شد که بنا به پیشنهاد فرهنگستان ایران «دیوان عالی کشور» نام گرفت. نخستین بار علیرضا خان عضدالملک وزیر عدلیه (دادگستری) ایران در سال ۱۳۰۴ ه‍.ق به روش کشور عثمانی تشکیلات وزارت عدلیه را به پنج مجلس (محکمه) تقسیم کرد که عبارت بودند از: مجلس اتهامی، مجلس ابتدایی، مجلس استیناف، مجلس تمیز و مجلس اجرا. این نخستین باری است که دادگستری ایران دارای مجلس تمیز (دیوان عالی) می‌شود. دو دهه پس از آن، لزوم بودن چنین دیوانی در متمم قانون اساسی مشروطه تصریح می‌گردد.
در اصل هفتاد و پنجم متمم قانون اساسی مشروطه آمده‌است:
«در تمام مملکت فقط یک دیوانخانهٔ تمیز برای امور عرفیه دایر خواهد بود آن هم در شهر پایتخت و این دیوانخانهٔ تمیز در هیچ محاکمه ابتدا رسیدگی نمی‌کند مگر در محاکماتی که راجع به وزراء باشد.»
با این که تشکیل چنین دیوانی در متمم قانون اساسی پیش‌بینی شده بود؛ ولی به دلیل نبود قانونی که تشکیلات قضایی را شرح دهد و روش محاکمات را تعیین کند، اجرای این اصل متمم قانون اساسی با دشواری همراه بود. در ۱۳۲۸ ه‍.ق دیوان تمیز (دیوان عالی کشور) و ادارهٔ مدعی‌العموم («دادستانی کل کشور» یا همان «دادسرای دیوان عالی کشور») تشکیل شدند. البته این دیوان تمیز، دیوانی نبود که در متمم قانون اساسی از آن یاد شده بود، بلکه یک محکمهٔ موقتی بود. معاون وزیر عدلیه که دراین باره مورد پرسش یکی از نمایندگان قرار گرفت، در جلسهٔ ۱۴۵ تاریخ ۱۵ رمضان ۱۳۲۸ ه‍.ق چنین اظهار داشت: «دیوان تمیزی که در عدلیه هست آن دیوان تمیزی که در متمم قانون اساسی آمده‌است نمی‌باشد. به همین جهت اسم او را دیوان تمیز نگذاشته‌ایم و او را یک محضر موقتی اسم گذاشته‌ایم. قانون تشکیلات محاکم چه دیوان تمیز و چه سایر محاکم هنوز به وزارت عدلیه داده نشده‌است».
تصویب «قانون اصول تشکیلات عدلیه و محاضر شرعیه و حکام صلحیه» در ۲۱ رجب ۱۳۲۹ ه‍.ق (۲۶ تیر ۱۲۹۰ ه‍.خ)، بستر قانونی لازم برای تشکیل دیوان تمیز و ادارهٔ مدعی‌العموم را فراهم آورد.
تا کنون، شش بار در ۲ تیر ۱۲۹۰ (۲۶ جمادی‌الثانی ۱۳۲۹ ه‍.ق)، اسفند ۱۲۹۹، بهمن ۱۳۰۵، آبان ۱۳۳۱، شهریور ۱۳۳۵ و اسفند ۱۳۵۷ دیوان عالی کشور موقتاً منحل شده و سپس دوباره تشکیل گردیده‌است.

## وظایف
از وظایف دیوان عالی کشور ایجاد وحدت رویه قضایی است که در جلسات هیئت عمومی اعضاء و قضات تلاش می‌کنند استنباط‌های متفاوت از قانون که از شعب مختلف دیوان عالی کشور یا دادگاه‌ها نسبت به موارد مشابه حقوقی ـ کیفری، مدنی به وجود آمده را بررسی و تصمیم قانونی کاشف از اراده قانون‌گذار را اتخاذ کنند.
هیئت عمومی دیوان عالی کشور با توجه به ماهیت موضوع (حقوقی، جزائی یا اصدار رای وحدت رویه) آن را تقسیم‌بندی می‌کند:
- هیئت عمومی شعب حقوقی متشکل از رئیس دیوان و رؤسای شعب حقوقی دیوان است و موضوعا به احکام اصراری دادگاه‌های تالی در موارد حقوقی رسیدگی می‌کند.
- هیئت عمومی شعب کیفری با حضور رئیس دیوان و رؤسای شعب کیفری تشکیل و به احکام اصراری دادگاه‌های تالی کیفری در خصوص مسائل جزائی رسیدگی می‌کند.
- هیئت عمومی وحدت رویه دیوان‌عالی کشور به منظور ایجاد وحدت رویه نسبت به آرا و احکام معارض صادره از شعب دیوان‌عالی و احکام متناقض دادگاه‌های تالی با حضور رئیس دیوان، رؤسا و مستشاران کلیه شعب حقوقی و کیفری تشکیل می‌شود. رای صادره از سوی این هیئت برای کلیه مراجع قضائی کشور لازم‌الاتباع است.

### وظایف
- نظارت بر حسن اجرای قوانین در دادگاه‌ها
- ایجاد وحدت رویهٔ قضایی
- مرجع تجدید نظر احکام صادره محاکم نظامی ۱ و احکام مهم دادگاه‌های عمومی و انقلاب
- رسیدگی به اتهامات رئیس‌جمهور در صورت تخلف رئیس‌جمهور از قانون اساسی بر عهده دیوان عالی کشور است.
- رسیدگی به فرجام خواهی از حکم به پرداخت دیه بیش از نصف دیه کامل

## شعب دیوان عالی در کشور
مقر اصلی دیوان عالی کشور در تهران است و تا خرداد ۱۳۹۳، ۴۲ شعبه داشته‌است که ۵ شعبه در قم، ۳ شعبه در مشهد و بقیه در تهران هستند.
هر شعبه با سه قاضی (یک رئیس و دو مستشار) تشکیل می‌شود(ماده 462 قانون آیین دادرسی کیفری مصوب1392) و می‌تواند یک عضو معاون داشته باشد که در صورت لزوم وظایف هر یک از سه عضو شعبه را عهده‌دار می‌شود. حق انشاء رأی با رئیس و مستشار است.

## رئیس دیوان عالی کشور
رئیس دیوان عالی کشور توسط رئیس قوه قضائیه با مشورت قضات دیوان عالی کشور به مدت ۵ سال به این سمت، گماشته می‌شود.
رئیس دیوان عالی کشور باید مجتهد، عادل و آگاه به امور قضایی باشد.
غلامحسین محسنی اژه‌ای، ۱۵ مرداد ۱۴۰۲ محمدجعفر منتظری را به سمت رئیس دیوان عالی کشور منصوب کرد. پیش از منتظری، سید احمد مرتضوی مقدم توسط سید ابراهیم رئیسی، در تاریخ ۳ اردیبهشت ۱۳۹۸ به سمت رئیس دیوان عالی کشور گمارده شده‌بود. پیش از مرتضوی مقدم نیز، حسین کریمی به مدت چهار سال و نیم در این سمت فعالیت می‌کرد.
تا پیش از تغییرات قانون اساسی ایران در ۱۳۶۸، رئیس دیوان عالی کشور در رأس شورای عالی قضایی قرار داشت و بلندپایه‌ترین مقام قوهٔ قضائیهٔ ایران بود و مستقیماً توسط رهبر پس از مشورت با قضات دیوان عالی کشور برگزیده می‌شد. همچنین، پیش از تغییرات قانون اساسی در سال ۱۳۶۸، «رئیس دیوان عالی کشور» به‌عنوان «رئیس قوهٔ قضائیه» دانسته می‌شد.

### رؤسای دیوان عالی کشور از ابتدای تأسیس تاکنون
پیش از انقلاب مشروطه (رئیس مجلس یا محکمهٔ تمیز)
- محمود مشاورالملک[۱۹]

پس از انقلاب مشروطه
- سید نصرالله اخوی (موقت) (۱۳۲۸–۱۳۲۸ ه‍.ق)[۲۰]
- میرزا محمد حائری مازندرانی (۱۳۲۸ یا ۱۳۲۹ ه‍.ق)[۲۱]
- احمد نصیرالدولهٔ بَدِر (؟ –۲۶[۲۲] جمادی‌الثانی ۱۳۲۹ ه‍.ق)[۲۳]
- محمدعلی فروغی (۱۳۳۰–؟ ه‍.ق)[۲۴]
- ؟[پانویس ۱]
- محمدعلی فروغی (؟ –جمادی‌الثانی ۱۳۳۶ ه‍.ق)[۲۵]
- شیخ علی نوری حکمی (۱۳۳۶–؟ ه‍.ق)[۲۶]
- سید نصرالله اخوی (۱۳۳۷–؟ ه‍.ق)[۲۷]
- محمدعلی فروغی (پیرامون ۱۳۴۳ ه‍.ق)[۲۸]
- سید نصرالله اخوی (پیرامون ۱۳۴۴ ه‍.ق)[۲۹]
- مهدی‌قلی هدایت (مخبرالدوله) (اردیبهشت ۱۳۰۶–خرداد ۱۳۰۶)
- رضاقلی هدایت (کفیل) (۱۳۰۶–۱۳۱۵)
- سید نصرالله اخوی (۱۳۱۵–۱۳۲۵)
- سید محمدشفیع جهانشاهی (۱۳۲۵–۱۳۳۱)
- محمد سروری (۱۳۳۱–۶ شهریور ۱۳۳۲)[۳۰]
- سید محمدشفیع جهانشاهی (۱۳۳۲–۱۳۳۲) (برای ۱ روز)
- علی هیئت (۱۳۳۲–۱۳۳۵)
- محمد سروری (۱۳۳۵–۱۳۴۶)
- سید عمادالدین میرمطهری (۱۳۴۶–۱۳۵۳)
- ناصر یگانه (۱۳۵۳–۲۷ اسفند ۱۳۵۷)[۳۱]

پس از انقلاب ۱۳۵۷
- سید مهدی سجادیان (۱۵ فروردین ۱۳۵۸ – ۴ اسفند ۱۳۵۸)
- سید محمد بهشتی (۴ اسفند ۱۳۵۸ –۷ تیر ۱۳۶۰)
- سید عبدالکریم موسوی اردبیلی (۸ تیر ۱۳۶۰ – ۲۴ مرداد ۱۳۶۸)

پس از تغییرات قانون اساسی در سال ۱۳۶۸ از اختیارات و اهمیت «ریاست دیوان عالی کشور» کاسته شد و «ریاست قوهٔ قضائیه» سمتی جدا از ریاست دیوان عالی کشور گشت
- مرتضی مقتدایی (۱۳۶۸–۱۳۷۳)
- محمد محمدی گیلانی (۱۳۷۳–۱۳۸۳)
- حسین مفید (۱۳۸۳–۱۳۸۸)
- احمد محسنی گرکانی (۱۳۸۸– ۱ شهریور۱۳۹۳)
- حسین کریمی (۱ شهریور ۱۳۹۳–۳ اردیبهشت ۱۳۹۸)[۳۲]
- سید احمد مرتضوی مقدم (۳ اردیبهشت ۱۳۹۸–۱۵ مرداد ۱۴۰۲)
- محمدجعفر منتظری (۱۵ مرداد ۱۴۰۲ تاکنون)

### معاونان ریاست و سرپرستان بخش‌ها
- مختاری معاون قضایی دیوان عالی
- غلامعلی صدقی معاون قضایی دیوان عالی[۳۳]
- غلامرضا انصاری معاون نظارت و بازرسی دیوان عالی کشور[۱۴]